# Kryptisk skogsfalk
Kryptisk skogsfalk (Micrastur mintoni) är en fågel i familjen falkar inom ordningen falkfåglar.

## Utbredning och systematik
Fågeln förekommer i regnskog i Brasilien och nordöstra Bolivia. Den behandlas som monotypisk, det vill säga att den inte delas in i några underarter.

## Status och hot
Arten har ett stort utbredningsområde, men tros minska i antal på grund av avskogning, dock inte tillräckligt kraftigt för att den ska betraktas som hotad. Internationella naturvårdsunionen IUCN listar arten som nära hotad (LC).